# Петър Ичко
Петър Ичко (на сръбски: Петар Ичко или Petar Ičko) е османски драгоман и виден сръбски дипломат от български произход.

## Биография
Роден е в южномакедонското село Катраница, Кайлярско, Османската империя, днес Пирги, Гърция, селище с развити кираджийски традиции. Преселва се на север в Смедеревска паланка, занимава се с търговия. След това се мести в Земун, а в средата на 1780-те години се установява в Белград, където работи като търговски посредник.
Със знанието си на турски, немски и френски е привлечен на османска дипломатическа служба. Работи при хаджи Мустафа паша като драгоман, а по-късно е драгоман в османското дипломатическо представителство в Берлин, а вероятно и във Виена. Поддържа контакт между пашата и сръбските първенци в общата им борба с еничарите.
Бил е сердар на влашкия княз Александрос Мурузис, базиргян башия (представител) на солунските и земунските търговци в Белград (1792 – 1796, 1800 – 1801). Член е на масонска ложа. Той е първи драгоман във Виена и Берлин (1797 - 1799). След завръщането на еничарите в Белград около 1802 г. е принуден да се прехвърли в Земун - тогава пограничен хабсбургски град.
След 1804 г. по време на Първото сръбско въстание подкрепя въстаниците. Оказва им услуги със своя дипломатически и търговски опит. Подкрепя умерения курс за постигане на автономия на Сърбия чрез споразумение с Османската империя.
През юли 1806 г. заедно с княз Милич от Джичевац, княз Живко Парачинац и секретаря Стеван Йевтич е изпратен от ръководителите на въстаниците като техен представител в Цариград. В края на месеца Ичко пристига в османската столица, където с помощта на патриарх Калиник V започва преговори с Портата. Използва османските поражения при Мишар и Делиград през август и постига изгодния за сърбите Ичков мир. През септември 1806 г. се връща в Сърбия с условията на Портата, които са приети от скупщината в Смедерево през октомври. През ноември Ичко отново е изпратен в Цариград да подпише окончателно мира. Междувременно обаче избухва Руско-турската война (1806 – 1812), а сърбите превземат Белград. Затова, макар че през януари 1807 г. Портата приема всички условия на Ичковия мир, той е отхвърлен от сърбите.
Петър Ичко се установява повторно в Белград като виден гражданин. След основаването на Белградския съд в 1807 г. е негов пръв председател. Брат му Наум също е базиргян башия.
Ичко умира през 1808 г. в Белград, най-вероятно отровен от сръбски участници във въстанието, свързани с руския представител Константин Родофиникин.